# Большедорожное (Калининградская область)
Большедорожное — посёлок в Багратиновском районе Калининградской области. Входит в состав Пограничного сельского поселения.

## Население
| 2002 | 2010 |
| ---- | ---- |
| 135  | ↘117 |

## История
Первое упоминание о населённом пункте Лаукиттен встречается в документах в 1407 году. В 1905 году в Лаукиттене насчитывалось 10 жилых домов, в которых проживало 112 человек, в 1910 году — 129 жителей, в 1939 году — 230 жителей. Посёлок Лаукиттен относился к церковному приходу Пёршкен (сейчас посёлок Ново-Московское).
18 марта 1945 года Лаукиттен был взят войсками 3-го Белорусского фронта. В 1947 году Лаукиттен был объединен с фольварками Дагвиттен и Юлинхоф в посёлок Большедорожное. В 1950 году Копайнен был переименован в посёлок Гоголево, в 1993 году — присоединён к посёлку Большедорожному.